# Райнхард Фурер
Ра́йнхард А́лфред Фу́рер (на немски: Reinhard Alfred Furrer; е роден на 25 ноември 1940 г. във Вьоргъл, Тирол-Форарлберг, Австрия, загинал на 9 септември 1995 в Берлин, Германия) е германски учен и астронавт.

## Образование
Райнхард Фурер е роден в Австрия, тогава част от Германия. След завършване на Втората световна война неговият баща е изгонен от Австрия, и семейството на Фурер се заселва в гр. Кемптен, (Бавария). През 1969 г. Райнхард завършва Свободния университет в Берлин, а през 1972 г. взема докторска степен по физика.
През 1974 г. става асистент по физика в Щутгарт, а през 1979 г. получил професорска степен. През 1980—1981 г. работил в Чикагския университет, през 1981 г. — в Аргонската национална лаборатория в Чикаго (САЩ).

## Космическа подготовка
През 1977 г. ЕКА провежда избор на астронавти по програмата Spacelab-1. Месершмид е един от петте кандидати от Германия, но тогава е избран Улф Мерболд).
През 1982 г. в рамките на американо-германската програма Spacelab D-1 в Германия е проведен избор на отряд от двама души. На 19 декември 1982 г. са избрани Фурер и Ернст Месершмид. През февруари 1985 г. получават назначение в екипаж като специалисти по полезни товари.

## Полет на „Чалънджър“
Единствения си космически полет Райнхард Фурер извършва от 30 октомври до 6 ноември 1985 г. на совалката „Чалънджър“ (STS-61A). Това е първият и единствен полет на совалката, на борда на която се намират осем астронавта, като трима от тях са европейски специалисти. Полезният товар е лабораторията Spacelab D-1. Нейното управление за първи път се осъществява не от САЩ, а от Германия (Оберпфафенхофен). Изпълнени са 76 експеримента в областта на физиологията, материалознанието, биологията, навигацията. Полетът на Фурер продължава 7 денонощия 44 минути 51 секунди.

## Последваща дейност
След полета, през 1987 г., той получава научната степен професор, и длъжността директор на Института за космически изследвания при Берлинския университет.
Имал интереси към подводно гмуркане, фотографията, музиката и летенето. Получава лиценз за пилот през 1974 г., и е изпълнил няколко далечни полета на едномоторен самолет.
Загива в авиокатастрофа по време на авиошоу на летище Йоханистал (Берлин).